# Lissotestella consobrina
Lissotestella consobrina es una especie de molusco gasterópodo de la familia Liotiidae. 

## Distribución geográfica
Se encuentra en Nueva Zelanda